# Andrius Kupčinskas

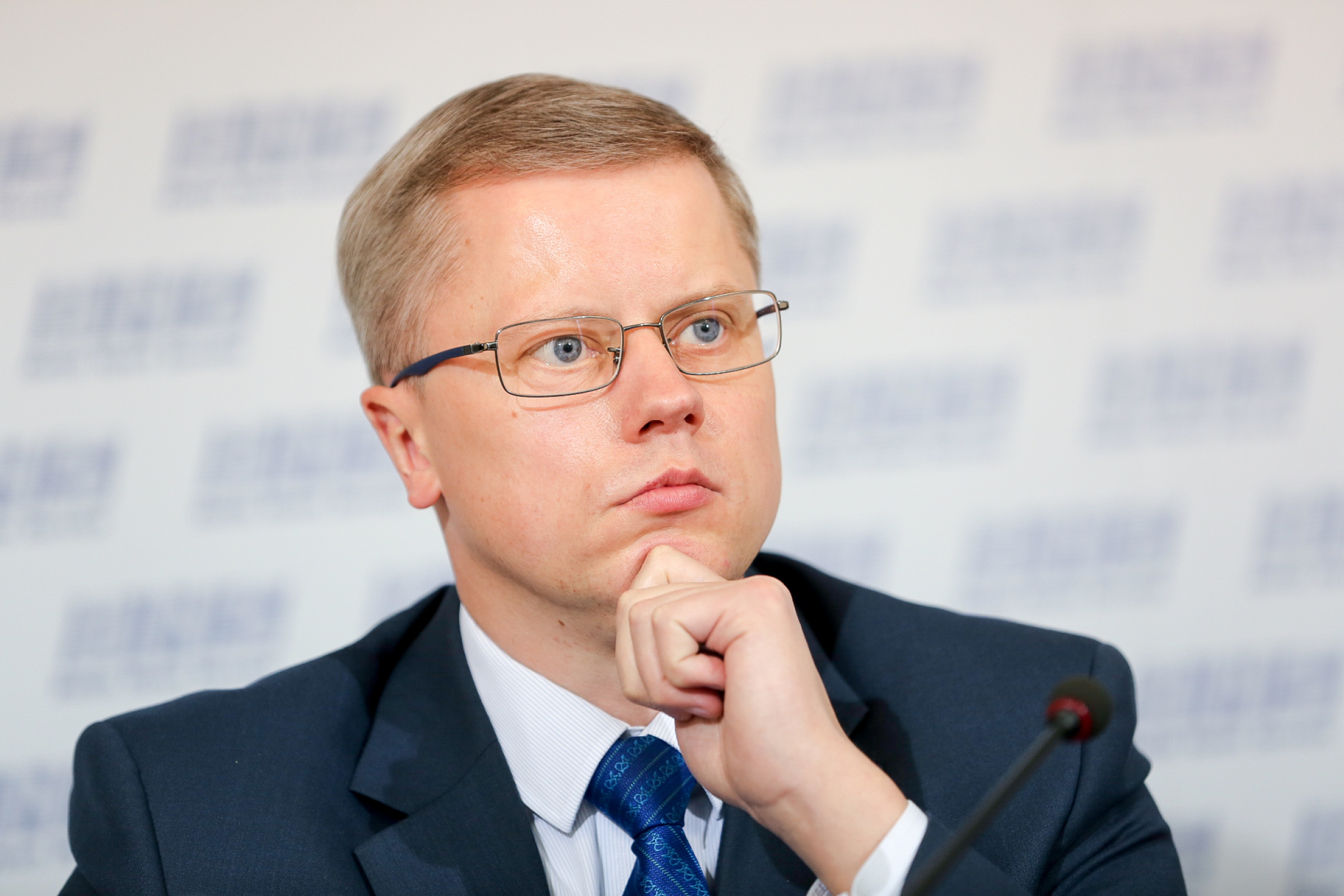
Andrius Kupčinskas (2020)

Andrius Kupčinskas (* 20. März 1975 in Kaunas) ist ein litauischer konservativer Politiker, ehemaliger Bürgermeister der Stadtgemeinde Kaunas und Abgeordneter im Seimas.

## Leben
Nach dem Abitur 1993 studierte Kupčinskas von 1993 bis 1998 Geschichte und Politologie an der Fakultät für Geisteswissenschaften der Vytautas-Magnus-Universität Kaunas (VDU). 2000 absolvierte er das Masterstudium der Information und Kommunikation am Institut für Politikwissenschaften und Diplomatie der VDU.
Von 1998 bis 1999 war er Reporter bei der Zeitung Kauno žinios. In den Jahren 2000 bis 2003 war im Management des Unternehmens Baltic Pack tätig.

### Politik
Seit 1993 ist Andrius Kupčinskas Mitglied der konservativen Partei TS-LKD. Ab 1994 war er Mitglied und dann Leiter der Liga Junger Konservativen.
Von 1997 bis 2000 war er Berater der Stadtverwaltung Kaunas, von 2003 bis 2007 Berater des Bürgermeisters von Kaunas für Jugend- und Sportfragen. Ab April 2007 bis zu seiner Abwahl im März 2015 war er, mit einer kurzen Unterbrechung 2011, Bürgermeister von Kaunas. In den Jahren 2016 bis 2024 war er Mitglied des Seimas, dem litauischen Parlament.

### Privates
Sein Vater Rytas Kupčinskas (* 1949) ist ebenfalls Mitglied der TS-LKD und war für diese auch Abgeordneter im Seimas. Sein Großvater war der Arzt Juozas Kupčinskas, Rektor der Vytautas-Magnus-Universität Kaunas (1946–1950) sowie Direktor der Medizinakademie Kaunas (1950–1953).
Andrius Kupčinskas ist verheiratet und mit seiner Frau Jurgita Vater eines Sohnes und einer Tochter.